# Korepeticija
Korepeticija u širem smislu označava ponavljanje gradiva koje se usvaja.
U pedagojiji označava instrukcije iz školskih predmeta ili vježbe s cijelim razredima. U tom slučaju korepetitor je učitelj (nastavnik) koji s učenicima ponavlja gradivo.
U glazbenoj umjetnosti je rad profesora na usvajanju, uvježbavanju i izvođenju u glazbenoj i baletnoj nastavi. Tada je korepetitor stručna osoba koja uvježbava s pjevačima ili, sviračima i plesačima, obično uz glasovir, solističke i zborske dionice.
Korepeticija je i zaseban studij na glazbenim akademijama i konzervatorijima.